# تنغه كازاخية
التِّنْكُ (بالقزاقية: تەڭگە/теңге؛ وشعارها ₸؛ ورمزها KZT) هو اسم النقود الرائجة في قزاقستان، ويُجَزَّأُ الواحد منها إلى مئة تَيْنٍ (بالقزاقية: تيىن/тиын). أُحْدِثَ التنك سنة 1414 (1993 مـ) بعد حَلِّ الاتحاد السوفياتي ليحل مكان الروبل.

## إدخال العملة الوطنية
في الفترة الأولى بعد استقلال كازاخستان، كانت الدولة تشتري العملات الورقية من روسيا لدفع الرواتب والمعاشات والمساعدات. حتى النصف الأول من عام 1992، كان البنك المركزي الروسي يزوّد كازاخستان بالروبلات مجانًا. ولكن بعد فصل الميزانيات، أصبح من الضروري الدفع مقابل الروبل، ولم يكن لدى كازاخستان موارد كافية في الميزانية، مما أدى إلى نقص في السيولة النقدية. ومع سحب روسيا للأوراق النقدية الصادرة بين 1961 و1992 من التداول، ازدادت عمليات تهريب هذه العملات إلى كازاخستان.
في عام 1992، شكّل الرئيس الكازاخستاني نور سلطان نزارباييف مجموعة عمل برئاسة داولت سيمباييف وفريقًا خاصًا من المصممين لتطوير تصميم أوراق عملة التنغه، وهم: مينديباي آلين، دوسبول كاسيموف، أغمسالي دوزيلخانوف، تيمور سليمانوف، وخايرولا غابجاليلوف. كان على أعضاء مجموعة العمل تحديد مبادئ السياسة المالية والنقدية المستقلة للدولة. تم النظر في عدة خيارات. كان أحدها يقترح إصدار 3 أوراق من الروبل الكازاخستاني (بقيم 5000 و10000 و50000) وطباعتها في روسيا. ووفقًا لخيار ثانٍ، كان من الممكن تصنيع الفئات الكبرى الثلاث في روسيا، ومن ثم إدخال عملة وطنية مؤقتة لمدة 1-2 سنة حتى استقرار الوضع، ثم إصدار العملة الوطنية الدائمة. الخيار الثالث اقترح إدخال العملة الوطنية بالتوازي مع الروبل، أما الخيار الرابع فكان الإدخال المباشر للعملة الوطنية. وبعد مناقشات طويلة، صوتت مجموعة العمل بالإجماع لصالح الخيار الأخير. تم اختيار اسم "تنغه" للعملة الوطنية، وهو مشتق من العملات الفضية الصغيرة في العصور الوسطى لدى الشعوب التركية، المعروفة باسم "دينغي" أو "تانغا". وقد اشتُق منها أيضًا اسم العملة الروسية القديمة "دينغا" (نصف كوبيك) وكلمة "دينيجي" التي تعني "المال" بالروسية.
بحلول يونيو 1992، وصلت المفاوضات بين كازاخستان وروسيا حول إنشاء منطقة روبل إلى طريق مسدود، حيث قررت الحكومة الروسية التخلي عن مفهوم منطقة الروبل القديم. على الرغم من الاتفاق على أن أي طرف في منطقة الروبل يرغب في إدخال عملته يجب أن يبلغ الدول الأخرى بذلك قبل 3 أشهر، إلا أن روسيا فعليًا أدخلت عملتها الوطنية في 1 يوليو 1993.
نظرًا لعدم امتلاك كازاخستان مصنعًا خاصًا لطباعة الأوراق النقدية وكانت تعتمد سابقًا على موسكو لتوريد الأموال، فقد تقرر طباعة العملة في المصانع البريطانية "هاريسون آند سنز" و"دي لا رو". بلغت تكلفة طباعة كامل كمية العملة 7 ملايين دولار أمريكي. بعد الإنتاج، نُقلت الأوراق النقدية إلى كازاخستان سرًا؛ حيث قامت أربع طائرات من طراز "إل-76" بعدة رحلات من لندن إلى أورالسك، ومن ثم إلى مناطق كازاخستان. في الوثائق المرافقة، كُتب وصف الشحنة بأنها "مواد ضرورية لمقر إقامة رئيس الدولة قيد الإنشاء".
في نوفمبر 1993، أصدر الرئيس نزارباييف مرسومًا بتشكيل اللجنة الحكومية الرسمية لإدخال العملة الوطنية تحت إشراف رئيس الوزراء سيرجي تيريشينكو. ضمت اللجنة النائب الأول لرئيس الوزراء داولت سيمباييف، وزير المالية إيركيشباي ديربيسوف، وزير الاقتصاد بيسينباي إيزتليوف، رئيس البنك الوطني الكازاخستاني غالب باينازاروف، ورئيس لجنة البرلمان ساوك تاكيجانوف. في 5 نوفمبر 1993، وقع الرئيس مرسومًا بعنوان "بشأن التدابير العاجلة لتحقيق استقرار النظام النقدي"، حدد فيه الخطوات اللازمة قبل إدخال العملة الوطنية. وتم إرسال تعليمات مكتوبة إلى الأفراد والشركات تحظر إيداع الأوراق النقدية من فئة أعوام 1961-1992 في الحسابات الخاصة أو استخدامها حتى يصدر البنك الوطني الكازاخستاني تعليمات إضافية بشأنها.
في 12 نوفمبر 1993، أصدر رئيس جمهورية كازاخستان نور سلطان نزارباييف مرسومًا بعنوان "إدخال العملة الوطنية لجمهورية كازاخستان". وقدم نزارباييف العملة الجديدة للمواطنين الكازاخستانيين عبر البث التلفزيوني المركزي. في 15 نوفمبر 1993، تم طرح التنغه للتداول بمعدل تحويل قدره 1 تنغه = 500 روبل، حيث تم استبدال الأوراق النقدية والعملات المعدنية بالروبلات الروسية والسوفيتية. اعتبارًا من 18 نوفمبر 1993، أصبحت التنغه الوسيلة القانونية الوحيدة للدفع في كازاخستان.

## النقود المعدنية

### السلسلة الأولى (1993)
أصدرت السلسلة الأولى من العملات المعدنية في عام 1993 بفئات 2 و5 و10 و20 و50 تيين تتميز بالشعار الوطنية وكونها من البرونز. بينما ضربت عملات 1 و3 و5 و10 و20 في النيكل النحاسي. سحبت عملات التيين اعتبارًا من 7 فبراير 2001 وأصبحت السلة غير قانونية في 31 ديسمبر 2012.
| الصورة | القيمة  | المادة   | القطر     | الوزن      | السمك   | الحافة | التاريخ        | التاريخ          |
| الصورة | القيمة  | المادة   | القطر     | الوزن      | السمك   | الحافة | الإصدار        | السحب من التداول |
| ------ | ------- | -------- | --------- | ---------- | ------- | ------ | -------------- | ---------------- |
|        | 2 تيين  | برونز    | 17.27 ملم | 2.26 جرام  | 1.3 ملم | أملس   | 1 مارس 1994    | 31 ديسمبر 2012   |
|        | 5 تيين  | برونز    | 17.27 ملم | 2.26 جرام  | 1.3 ملم | أملس   | 1 مارس 1994    | 31 ديسمبر 2012   |
|        | 10 تين  | برونز    | 19.56 ملم | 3.48 جرام  | 1.6 ملم | أملس   | 1 مارس 1994    | 31 ديسمبر 2012   |
|        | 20 تيين | برونز    | 21.87 ملم | 4.71 جرام  | 1.7 ملم | أملس   | 1 مارس 1994    | 31 ديسمبر 2012   |
|        | 50 تيين | برونز    | 25 ملم    | 7.43 جرام  | 2 ملم   | أملس   | 1 مارس 1994    | 31 ديسمبر 2012   |
|        | 1 تنغه  | نيكل فضة | 17.27 ملم | 2.26 جرام  | 1.3 ملم | أملس   | 25 أكتوبر 1995 | 1 أكتوبر 2001    |
|        | 3 تنغه  | نيكل فضة | 19.56 ملم | 3.48 جرام  | 1.6 ملم | أملس   | 25 أكتوبر 1995 | 1 أكتوبر 2001    |
|        | 5 تنغه  | نيكل فضة | 21.87 ملم | 4.71 جرام  | 1.7 ملم | أملس   | 25 أكتوبر 1995 | 1 أكتوبر 2001    |
|        | 10 تنغه | نيكل فضة | 25 ملم    | 7.43 جرام  | 2 ملم   | أملس   | 25 أكتوبر 1995 | 1 أكتوبر 2001    |
|        | 20 تنغه | نيكل فضة | 31 ملم    | 11.37 جرام | 2 ملم   | مخدد   | 25 أكتوبر 1995 | 1 أكتوبر 2001    |

### السلسلة الثانية (1998)

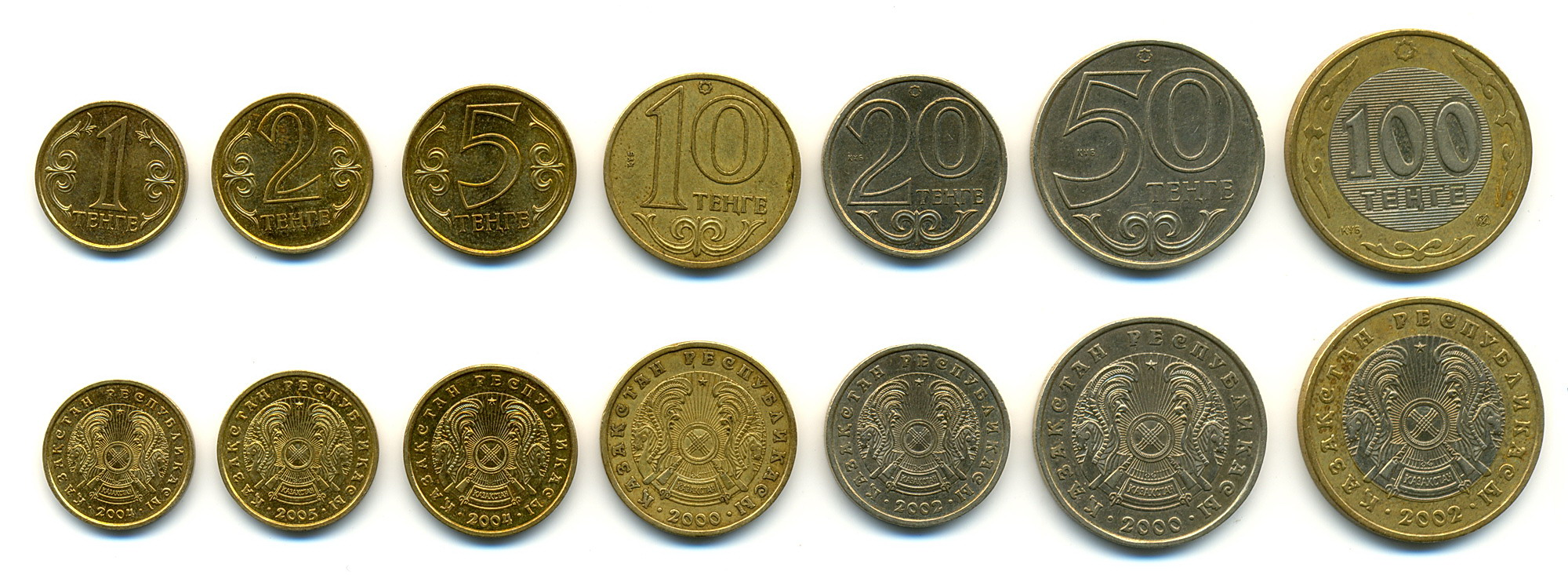
عملات 1 و2 و5 و10 و20 و50 و100 من السلسلة الثانية.

أصدرت سلسلة جديدة من العملات المعدنية في عام 1998. بعد سحب العملات التيين المعدنية، أصبح 1 تنغه أصغر فئة. أصدرت 100 تنغه معدنية لاحقًا في عام 2002.
| السلسلة الثانية (1997–2018)                                                                  | السلسلة الثانية (1997–2018) | السلسلة الثانية (1997–2018) | السلسلة الثانية (1997–2018) | السلسلة الثانية (1997–2018) | السلسلة الثانية (1997–2018)                                                                        | السلسلة الثانية (1997–2018)                  | السلسلة الثانية (1997–2018) | السلسلة الثانية (1997–2018) | السلسلة الثانية (1997–2018) | السلسلة الثانية (1997–2018) | السلسلة الثانية (1997–2018) |
| الصورة                                                                                       | القيمة                      | المعايير الفنية             | المعايير الفنية             | المعايير الفنية             | المعايير الفنية                                                                                    | الوصف                                        | الوصف                       | الوصف                       | التاريخ                     | التاريخ                     | التاريخ                     |
| الصورة                                                                                       | القيمة                      | القطر                       | الوزن                       | السمك                       | التكوين                                                                                            | الحافة                                       | الوجه                       | الظهر                       | السك                        | الإصدار                     | السحب من التداول            |
| -------------------------------------------------------------------------------------------- | --------------------------- | --------------------------- | --------------------------- | --------------------------- | -------------------------------------------------------------------------------------------------- | -------------------------------------------- | --------------------------- | --------------------------- | --------------------------- | --------------------------- | --------------------------- |
|                                                                                              | 1 تنغه                      | 15 ملم                      | 1.63 جرام                   | 1.3 ملم                     | سبيكة من النيكل الفضي (منذ 2013 - فولاذ كربوني)                                                    | أملس                                         | القيمة                      | السنة، شعار كازاخستان       | 1997~2018                   | 11 نوفمبر 1998              | متداولة                     |
|                                                                                              | 2 تنغه                      | 16 ملم                      | 1.84 جرام                   | 1.3 ملم                     | سبيكة من النيكل الفضي (منذ 2013 - فولاذ كربوني)                                                    | أملس                                         | القيمة                      | السنة، شعار كازاخستان       | 2005,2006                   | 23 فبراير 2005              | متداولة                     |
|                                                                                              | 5 تنغه                      | 17.27 ملم                   | 2.18 جرام                   | 1.3 ملم                     | سبيكة من النيكل الفضي (منذ 2013 - فولاذ كربوني)                                                    | أملس                                         | القيمة                      | السنة، شعار كازاخستان       | 1997~2018                   | 11 نوفمبر 1998              | متداولة                     |
|                                                                                              | 10 تنغه                     | 19.56 ملم                   | 2.81 جرام                   | 1.3 ملم                     | سبيكة من النيكل الفضي (منذ 2013 - فولاذ كربوني)                                                    | أملس                                         | القيمة                      | السنة، شعار كازاخستان       | 1997~2018                   | 11 نوفمبر 1998              | متداولة                     |
|                                                                                              | 20 تنغه                     | 18.27 ملم                   | 2.9 جرام                    | 1.6 ملم                     | سبيكة من النيكل الفضي (منذ 2013 - فولاذ كربوني)                                                    | مخدد                                         | القيمة                      | السنة، شعار كازاخستان       | 1997~2018                   | 11 نوفمبر 1998              | متداولة                     |
|                                                                                              | 50 تنغه                     | 23 ملم                      | 4.7 جرام                    | 1.6 ملم                     | سبيكة من النيكل الفضي (منذ 2013 - فولاذ كربوني)                                                    | مخدد                                         | القيمة                      | السنة، شعار كازاخستان       | 1997~2018                   | 11 نوفمبر 1998              | متداولة                     |
|                                                                                              | 100 تنغه                    | 24.5 ملم                    | 6.65 جرام                   | 1.95 ملم                    | القرص الداخلي: سبيكة من النيكل الفضي، اللون الأبيض القرص الخارجي: سبيكة من النيبراس، اللون الأصفر. | مخدد مع - «СТО ТЕНГЕ - ЖYЗ ТЕҢГЕ» (مئة تنغه) | القيمة                      | السنة، شعار كازاخستان       | 2002~2007                   | 1 يوليو 2002                | متداولة                     |
| هذه الصور هي بمقياس 2.5 بكسل لكل ملم. For table standards, see the coin specification table. |                             |                             |                             |                             | |                                              |                             |                             |                             |                             |                             |

### السلسلة الثالثة (2019)
أصدرت سلسلة معدنية جديدة في عام 2019، بنفس مواصفات العملات والتركيبات المعدنية مثل السلسلة الثانية. ولكن مع نقوش كازاخستانية بالأبجدية اللاتينية بدلًا من السيريلية.
أصدرت العملات المعدنية كجزء من جهود المرسوم الرئاسي الصادر عن الرئيس السابق نور سلطان نزارباييف لانتقالها من التحول من الأبجدية السيريلية إلى الأبجدية اللاتينية والتأكيد على الثقافة الكازاخستانية وإبعاد البلاد عن النفوذ الروسي. وافق على تصميمات العملات المعدنية من قبل الرئيس المؤقت قاسم جومارت توكاييف في 20 مارس 2019. وستظل العملات المعدنية الصادرة سابقًا والتي تحمل النص السيريلي الكازاخستاني قانونية إلى جانب العملات المعدنية الجديدة. أعلن البنك الوطني الكازاخستاني في عام 2019 عن إصدار عملات جديدة بقيمة 200 تنغه، والتي سكت في عام 2020. تتميز هذه الفئة الجديدة باللغة الكازاخستانية بالأبجدية اللاتينية، ومثل عملة 100 تنغه المعدنية، فهي ثنائية المعدن.
| 1 tenge                                                                                      | 1 تنغه   | 15 ملم    | 1.63 جرام | 1.3 ملم  | الكربون الصلب                                                                                      | أملس                             | القيمة | السنة، شعار كازاخستان | 2019~الآن | 26 أبريل 2019 | متداولة |
| 2 tenge                                                                                      | 2 تنغه   | 16 ملم    | 1.84 جرام | 1.3 ملم  | الكربون الصلب                                                                                      | أملس                             | القيمة | السنة، شعار كازاخستان | 2019~الآن | 26 أبريل 2019 | متداولة |
| 5 tenge                                                                                      | 5 تنغه   | 17.27 ملم | 2.18 جرام | 1.3 ملم  | الكربون الصلب                                                                                      | أملس                             | القيمة | السنة، شعار كازاخستان | 2019~الآن | 26 أبريل 2019 | متداولة |
| 10 tenge                                                                                     | 10 تنغه  | 19.56 ملم | 2.81 جرام | 1.3 ملم  | الكربون الصلب                                                                                      | أملس                             | القيمة | السنة، شعار كازاخستان | 2019~الآن | 26 أبريل 2019 | متداولة |
| 20 tenge                                                                                     | 20 تنغه  | 18.27 ملم | 2.9 جرام  | 1.6 ملم  | الكربون الصلب والنيكل                                                                              | مخدد                             | القيمة | السنة، شعار كازاخستان | 2019~الآن | 26 أبريل 2019 | متداولة |
| 50 tenge                                                                                     | 50 تنغه  | 23 ملم    | 4.7 جرام  | 1.6 ملم  | الكربون الصلب والنيكل                                                                              | مخدد                             | القيمة | السنة، شعار كازاخستان | 2019~الآن | 26 أبريل 2019 | متداولة |
| 100 tenge                                                                                    | 100 تنغه | 24.5 ملم  | 6.65 جرام | 1.95 ملم | القرص الداخلي: سبيكة من النيكل الفضي، اللون الأبيض القرص الخارجي: سبيكة من النيبراس، اللون الأصفر. | مخدد مع - «JÚZ TEŃGE» (مئة تنغه) | القيمة | السنة، شعار كازاخستان | 2019~الآن | 26 أبريل 2019 | متداولة |
| 200 tenge · 200 tenge                                                                        | 200 تنغه | 26 ملم    | 7.5 جرام  | 1.9 ملم  | المركز ألمنيوم ونحاس والحلقة نحاس والنيكل                                                          | مخدد                             | القيمة | السنة، شعار كازاخستان | 2020~الآن | 28 يناير 2020 | متداولة |
| هذه الصور هي بمقياس 2.5 بكسل لكل ملم. For table standards, see the coin specification table. |          |           |           |          | |                                  |        |                       |           |               |         |

## الأوراق النقدية

### سلسلة 1993
أصدر البنك الوطني الكازاخستاني في 15 نوفمبر 1993 أوراق نقدية من فئات 1 و2 و5 و10 و20 و50 تين و1 و3 و5 و10 و20 و50 تنغه؛ تبع ذلك 100 تنغه بعد ذلك بوقت قصير. وتبع ذلك في عام 1994 أوراق 200 و500 و1،000 تنغه. أُصدر 2،000 تنغه في عام 1996، و5،000 تنغه في 1999 و10،000 تنغه في 28 يوليو 2003.
| سلسلة 1993 | سلسلة 1993 | سلسلة 1993  | سلسلة 1993    | سلسلة 1993                            | سلسلة 1993                                                   | سلسلة 1993 | سلسلة 1993  |
| الصورة     | الصورة     | القيمة      | اللون الأساسي | الصورة                                | الصورة                                                       | التاريخ    | التاريخ     |
| الوجه      | الظهر      | القيمة      | اللون الأساسي | الوجه                                 | الظهر                                                        | الإصدار    | عدم التداول |
| ---------- | ---------- | ----------- | ------------- | ------------------------------------- | ------------------------------------------------------------ | ---------- | ----------- |
|            |            | 1 تيين      | الأخضر        | القيمة بالأرقام وباللغة الكازاخستانية | القيمة بالأرقام وباللغة الكازاخستانية، شعار كازاخستان        | 1993       | 2001        |
|            |            | 2 تيين      | أزرق فاتح     | القيمة بالأرقام وباللغة الكازاخستانية | القيمة بالأرقام وباللغة الكازاخستانية، شعار كازاخستان        | 1993       | 2001        |
|            |            | 5 تيين      | وردي          | القيمة بالأرقام وباللغة الكازاخستانية | القيمة بالأرقام وباللغة الكازاخستانية، شعار كازاخستان        | 1993       | 2001        |
|            |            | 10 تيين     | أحمر          | القيمة بالأرقام وباللغة الكازاخستانية | القيمة بالأرقام وباللغة الكازاخستانية، شعار كازاخستان        | 1993       | 2001        |
|            |            | 20 تيين     | أزرق          | القيمة بالأرقام وباللغة الكازاخستانية | القيمة بالأرقام وباللغة الكازاخستانية، شعار كازاخستان        | 1993       | 2001        |
|            |            | 50 تيين     | بني، أصفر     | القيمة بالأرقام وباللغة الكازاخستانية | القيمة بالأرقام وباللغة الكازاخستانية، شعار كازاخستان        | 1993       | 2001        |
|            |            | 1 تنغه      | أزرق          | الفارابي                              | تراكيب الفارابي الهندسية                                     | 1993       | 2012–2018   |
|            |            | 3 تنغه      | الأخضر        | سوينباي أرونولي                       | مناظر الأتاو                                                 | 1993       | 2012–2018   |
|            |            | 5 تنغه      | بني           | كورمانجازي ساغيرباييف                 | ضريح كورمانجازي                                              | 1993       | 2012–2018   |
|            |            | 10 تنغه     | الأخضر        | شوكان فاليخانوف                       | جبل أوكزتبس                                                  | 1993       | 2012–2018   |
|            |            | 20 تنغه     | بني           | آباي كونانباييف                       | رسم توضيحي لنسر ذهبي مع الرجل، مأخوذ من أعمال أبي كونانباييف | 1993       | 2012–2018   |
|            |            | 50 تنغه     | أحمر          | أبو الخير خان                         | لوحة أوبليس مانكيستاو الصخرية                                | 1993       | 2012–2018   |
|            |            | 100 تنغه    | بنفسجي        | ولي الله خان                          | ضريح خوجة أحمد يسوي                                          | 1993       | 2012–2018   |
|            |            | 200 تنغه    | بني، أحمر     | الفارابي                              | ضريح خوجة أحمد يسوي                                          | 1994       | 2012–2018   |
|            |            | 500 تنغه    | أزرق، أزرق    | الفارابي                              | ضريح خوجة أحمد يسوي                                          | 1994       | 2012–2018   |
|            |            | 1،000 تنغه  | الأخضر، أحمر  | الفارابي                              | ضريح خوجة أحمد يسوي                                          | 1994       | 2012–2018   |
|            |            | 2،000 تنغه  | الأخضر، أزرق  | الفارابي                              | ضريح خوجة أحمد يسوي                                          | 1996       | 2012–2018   |
|            |            | 5،000 تنغه  | بني، بنفسجي   | الفارابي                              | ضريح خوجة أحمد يسوي                                          | 1998       | 2012–2018   |
|            |            | 10،000 تنغه | أزرق          | الفارابي                              | نمر ثلجي                                                     | 2003       | 2012–2018   |

### سلسلة 2006
أصدر البنك الوطني الكازاخستاني سلسلة جديدة من الأوراق النقدية في عام 2006. تصور جميع الأوراق نصب أستانا وعلم كازاخستان وشعار النبالة وبصمة يد وتوقيع الرئيس نور سلطان نزارباييف وأجزاء من النشيد الوطني. الاختلافات الرئيسية بين كل فئة هي الألوان والفئات وأنماط الطباعة السفلية فقط.
على النقيض من ذلك ، يكون الجانب العكسي للملاحظات أكثر اختلافًا. كتبت الفئة باللغة الروسية، وتُظهر كل فئة مبنىً فريدًا ومنظهرًا غرافيًا لكازاخستان في مخطط حدودها.
ظهرت أخطاء إملائية في أول طبعة من 2000 و5000 تنغه في عام 2006 لكلمة بنك. كان الخطأ الإملائي مسألة حساسة سياسياً بسبب الأهمية الثقافية والسياسية للغة الكازاخستانية.

في 3 أكتوبر 2016 لم تعد الأوراق النقدية من فئة 2000 و5000 و10000 تنغه قانونية. من 4 أكتوبر 2016 إلى 3 أكتوبر 2017، يمكن استبدال هذه الأوراق النقدية بدون عمولة في أي بنك من الدرجة الثانية وفروع البنك الوطني الكازاخستاني.
| سلسلة 2006 | سلسلة 2006 | سلسلة 2006 | سلسلة 2006    | سلسلة 2006 | سلسلة 2006 | سلسلة 2006    |
| الصورة     | الصورة     | القيمة     | اللون الأساسي | الصورة | الصورة | تاريخ الإصدار |
| الوجه      | الظهر      | القيمة     | اللون الأساسي | الوجه | الظهر | تاريخ الإصدار |
| ---------- | ---------- | ---------- | ------------- | --- | --- | ------------- |
|            |            | 200        | برتقالي       | نصب نور سلطان بايتيريك، علم كازاخستان، شعار كازاخستان، بصمة يد وتوقيع الرئيس الكازاخستاني نور سلطان نزارباييف، أجزاء من النشيد الوطني، القيمة بالأرقام وباللغة الكازاخستانية، كلمات كازاخستانتانية يوضح أن الأوراق النقدية المزيفة غير قانونية | مبنى وزارة النقل والاتصالات وتمثال نمر ثلجي مجنح على وفوق نهر إيشيم، خريطة كازاخستان، القيمة باللغة الروسية، اسم الإصدار باللغة الكازاخستانية، شعار البنك المُصدر، نقش باللغة الروسية أن تزوير الأوراق النقدية مخالف للقانون | 2006–2016     |
|            |            | 500        | أزرق          | نصب نور سلطان بايتيريك، علم كازاخستان، شعار كازاخستان، بصمة يد وتوقيع الرئيس الكازاخستاني نور سلطان نزارباييف، أجزاء من النشيد الوطني، القيمة بالأرقام وباللغة الكازاخستانية، كلمات كازاخستانتانية يوضح أن الأوراق النقدية المزيفة غير قانونية | منبى وزارة المالية في أستانا، خريطة كازاخستان مع طيور نورس فوق البحر في الخلفية، القيمة باللغة الروسية، اسم الإصدار باللغة الكازاخستانية، شعار البنك المُصدر، نقش باللغة الروسية أن تزوير الأوراق النقدية مخالف للقانون      | 2006–2016     |
|            |            | 1،000      | بني           | نصب نور سلطان بايتيريك، علم كازاخستان، شعار كازاخستان، بصمة يد وتوقيع الرئيس الكازاخستاني نور سلطان نزارباييف، أجزاء من النشيد الوطني، القيمة بالأرقام وباللغة الكازاخستانية، كلمات كازاخستانتانية يوضح أن الأوراق النقدية المزيفة غير قانونية | مبنى المركز الثقافي، خريطة كازاخستان مع الجبال في الخلفية، القيمة باللغة الروسية، اسم الإصدار باللغة الكازاخستانية، شعار البنك المُصدر، نقش باللغة الروسية أن تزوير الأوراق النقدية مخالف للقانون                            | 2006–2016     |
|            |            | 2،000      | الأخضر        | نصب نور سلطان بايتيريك، علم كازاخستان، شعار كازاخستان، بصمة يد وتوقيع الرئيس الكازاخستاني نور سلطان نزارباييف، أجزاء من النشيد الوطني، القيمة بالأرقام وباللغة الكازاخستانية، كلمات كازاخستانتانية يوضح أن الأوراق النقدية المزيفة غير قانونية | دار أوبرا آباي، خريطة كازاخستان مع بحيرة جبلية في الخلفية، القيمة باللغة الروسية، اسم الإصدار باللغة الكازاخستانية، شعار البنك المُصدر، نقش باللغة الروسية أن تزوير الأوراق النقدية مخالف للقانون                            | 2006–2016     |
|            |            | 5،000      | أحمر          | نصب نور سلطان بايتيريك، علم كازاخستان، شعار كازاخستان، بصمة يد وتوقيع الرئيس الكازاخستاني نور سلطان نزارباييف، أجزاء من النشيد الوطني، القيمة بالأرقام وباللغة الكازاخستانية، كلمات كازاخستانتانية يوضح أن الأوراق النقدية المزيفة غير قانونية | نصب الاستقلال وفندق كازاخستان، خريطة كازاخستان مع الجبال في الخلفية، القيمة باللغة الروسية، اسم الإصدار باللغة الكازاخستانية، شعار البنك المُصدر، نقش باللغة الروسية أن تزوير الأوراق النقدية مخالف للقانون                  | 2006–2016     |
|            |            | 10،000     | بنفسجي        | نصب نور سلطان بايتيريك، علم كازاخستان، شعار كازاخستان، بصمة يد وتوقيع الرئيس الكازاخستاني نور سلطان نزارباييف، أجزاء من النشيد الوطني، القيمة بالأرقام وباللغة الكازاخستانية، كلمات كازاخستانتانية يوضح أن الأوراق النقدية المزيفة غير قانونية | آك أوردا، خريطة كازاخستان مع أخاديد في الخلفية، القيمة باللغة الروسية، اسم الإصدار باللغة الكازاخستانية، شعار البنك المُصدر، نقش باللغة الروسية أن تزوير الأوراق النقدية مخالف للقانون                                       | 2006–2016     |

### سلسلة 2011–2017
أصدر البنك الوطني الكازاخستاني سلسلة جديدة من الأوراق النقدية بتاريخ 2011 و2012 و2013 و2014 بفئات 1,000 و2,000 و5,000 و10,000 تنغه. تتميز تصاميم هذه السلسلة بالنصب التذكاري في وجه الأوراق النقدية. أصدرت ورقة نقدية جديدة بقيمة 20000 تنغه في 1 ديسمبر 2015. أصدرت كازاخستان ورقة تذكارية للاحتفال بالذكرى العشرين لإدخال عملتها الوطنية في 2013، ولكن لم تصدر حتى عام 2015. أصدر البنك الوطني الكازاخستاني في عام 2017 ورقة نقدية بقيمة 500 تنغه.
| سلسلة 2011–2017 | سلسلة 2011–2017 | سلسلة 2011–2017 | سلسلة 2011–2017          | سلسلة 2011–2017 | سلسلة 2011–2017 | سلسلة 2011–2017 |
| الصورة          | الصورة          | القيمة          | اللون                    | الصورة | الصورة | تاريخ الإصدار   |
| الوجه           | الظهر           | القيمة          | اللون                    | الوجه | الظهر | تاريخ الإصدار   |
| --------------- | --------------- | --------------- | ------------------------ | --- | --- | --------------- |
|                 |                 | 500 تنغه        | أزرق                     | العلم، ناطحات السحاب، نصب كازاخستان إلى التذكاري في أستانا (يمثل استقلال كازاخستان)، وشعار كازاخستان وعلم كازاخستان                                 | خريطة كازاخستان، طيور النورس                                                                                               | 2017            |
|                 |                 | 1،000 تنغه      | أصفر، بني، برتقالي، أزرق | العلم، ناطحات السحاب، نصب كازاخستان إلى التذكاري في أستانا (يمثل استقلال كازاخستان)، والحمام وشعار كازاخستان وعلم كازاخستان                         | خريطة كازاخستان، والجبال ومناظر هضبة أوستيورت الطبيعية                                                                     | 2014            |
|                 |                 | 2،000 تنغه      | أخضر                     | العلم، ناطحات السحاب، نصب كازاخستان إلى التذكاري في أستانا (يمثل استقلال كازاخستان)، ومركز خان شاطر الترفيهي والحمام وشعار كازاخستان وعلم كازاخستان | خريطة كازاخستان، نهر إرتيش                                                                                                 | 2012            |
|                 |                 | 5،000 تنغه      | أحمر، أزرق، أصفر، الأخضر | العلم، ناطحات السحاب، نصب كازاخستان إلى التذكاري في أستانا (يمثل استقلال كازاخستان)، وقصر الاستقلال والحمام وشعار كازاخستان وعلم كازاخستان          | خريطة كازاخستان، نصب الاستقلال التذكاري، فندق كازاخستان (ألماتي) ، سلسلة جبال زيلإيجسكي اتاو في سلسلة جبال تيان شان        | 2011            |
|                 |                 | 10،000 تنغه     | بنفسجي وأزرق             | العلم، ناطحات السحاب، نصب كازاخستان إلى التذكاري في أستانا (يمثل استقلال كازاخستان)، وقصر الاستقلال والحمام وشعار كازاخستان وعلم كازاخستان          | خريطة كازاخستان، آك أوردا والمباني الحكومية في أستانا                                                                      | 2012            |
|                 |                 | 20،000 تنغه     | أزرق وبنفسجي             | العلم، ناطحات السحاب، نصب كازاخستان إلى التذكاري في أستانا (يمثل استقلال كازاخستان)، وقوس نصر مانجيليك والحمام وشعار كازاخستان وعلم كازاخستان       | خريطة كازاخستان، آك أوردا والمباني الحكومية في أستانا، مرتبة حسب مبدأ فصل السلطات، كما هو مكتوب في دستور جمهورية كازاخستان | 2015            |